# مصطفى ورانك
مصطفى ورانك (بالتركية: Mustafa Varank) (ولد في عام 1976 في مدينة طرابزون في تركيا) هو وزير الصناعة والتكنولوجيا التركي وعضو في حزب العدالة والتنمية الذي يترأسه الرئيس التركي رجب طيّب أردوغان  

## حياته الشخصية
ولد عام 1976 في منطقة البحر الأسود بمدينة طرابزون.  التحق بمدرسة يديكولي الابتدائية في إسطنبول  واستمر  في مدرسة الإمام والخطيب الثانوية في إسطنبول. 
حصل على العديد من الجوائز والأوسمة ، منها اللقب الفخري «السفير» الذي منحه إياه الرئيس عام 2016.
يتكلم اللغة الإنجليزية جيدًا ، وهو متزوج ولديه ابنان

## حياته العلمية والسياسية
أنهى دراسته الثانوية في مدرسة إسطنبول للأئمة والخطباء بمدينة إسطنبول، والتحق بالدراسة في قسم الإدارة العامة والعلوم السياسية بجامعة الشرق الأوسط التقنية في أنقرة
وحصل على درجة الماجستير من قسم علوم الحاسب الآلي في جامعة إنديانا الأمريكية 
وفي أثناء وجوده في الولايات المتحدة الأمريكية عمل خبيرًا في جامعة ولاية فلوريدا وباحثًا ومدير نظام في معهد إنديانا للتكنولوجيا 
في العام 2005 بدأ عمله في رئاسة الوزراء، وعُيّن عام 2011 في منصب كبير مستشاري رئيس الوزراء التركي، وفي 2014 أصبح كبير مستشاري رئيس الجمهورية، وعام 2016 حصل على لقب سفير
وطيلة علمه كمستشار وإلى جانب المهام التي أوكلت إليه من رئيس الوزراء ورئيس الجمهورية، كان في الوقت نفسه مهتمًا بشكل خاص بالتكنولوجيا المتقدمة، وتكنولوجيا وتطبيقات الحاسب الآلي، والصناعات الدفاعية، ومجالات البحث والتطوير.